# Ann Scott
Ann Scott (nascuda el 3 de novembre de 1965 a París, França) és una escriptora francesa.

## Biografia
Nascuda de mare russa i pare francès, Ann Scott va créixer a París. Primer va ser música a Londres i fou bateria de grups punk. Després fou model, època en la qual participà en desfilades de Westwood, Galliano, Yamamoto, Comme des Garçons, Jean-Paul Gaultier…, fou portada de diverses revistes europees i treballà amb els millors fotògrafs, des de Nick Knight fins a Ellen von Unwerth i Paolo Roversi. Va descobrir la literatura als vint anys i començà a publicar deu anys després.

## Obra
Asphyxie, la seva primera novel·la, ret homenatge a Kurt Cobain. Superstars, la segona, és un manifest de la generació techno. Poussières d'anges és una col·lecció de retrats de persones desaparegudes, que inclouen River Phoenix, Hervé Guibert, Johnny Thunders, Joey Ramone i Edie Sedgwick. Le Pire des mondes, la seva tercera novel·la, tracta sobre la paranoia urbana. Héroïne, quarta novel·la, tracta de l'obsessió per l'amor i es pot considerar una seqüela de Superstars.
La seva penúltima novel·la, Cortex, representa un atac terrorista nacional a la ciutat de Los Ángeles i trenca amb els seus temes anteriors. L'última novel·la, La Grâce et les ténèbres, aporta llum sobre la cibervigilància i lluita contra la propaganda jihadista a les xarxes socials amb la Katiba des Narvalos.
Els temes recurrents de les seves novel·les són la música (el rock'n'roll, a Asphyxie, o el techno, a Superstars), les drogues (Asphyxia, Superstars, Poussières d'anges), la sexualitat (la bisexualitat a Superstars i l'homosexualitat a Heroïna), així com la notorietat (les superestrelles, a Les chewing-gums ne sont pas biodégradables). Les seves principals influències literàries són Balzac, Truman Capote, Joan Didion i Don DeLillo.
Ann Scott és coautora, juntament amb Nicola Sirkis, de la cançó Paradize, de l'àlbum del mateix nom del grup de rock Indochine, que va vendre 1,5 milions de còpies.
Quan va aparèixer Superstars es va posar en contra part de la comunitat homosexual parisenca declarant, al plató del programa Nulle Part Ailleurs, que trobava l'homosexualitat "infantil". I per aclarir els seus pensaments: "Mentre que la bisexualitat és una forma d'equilibri per a mi, les relacions homosexuals que he pogut experimentar han estat més aviat patològiques".

## Publicacions
- 1996: Asphyxie, Florent Massot. Novel·la
- 2000: Superstars, Flammarion. Novel·la
- 2002: Poussières d'anges, Librio. Contes
- 2004: Le Pire des mondes, Flammarion. Novel·la
- 2005: Héroïne, Flammarion. Novel·la
- 2008: Les chewing-gums ne sont pas biodégradables, Scali. Novel·la
- 2010: À la folle jeunesse, Stock. Novel·la
- 2017: Cortex, Stock. Novel·la
- 2020: La Grâce et les ténèbres, Calmann-Lévy. Novel·la
- 2023: Les insolents, Calmann-Lévy. Novel·la